# James T. Ruggieri
James T. Ruggieri (Providence, Rhode Island, 12 de enero de 1968) es un obispo católico estadounidense, obispo de Portland (desde 2024).

## Biografía
Ruggieri nació en Providence a comienzos de 1968. Tras realizar sus estudios eclesiásticos en el Seminario Nuestra Señora de Providence, obtuvo una licenciatura en Filosofía en el colegio de Providence y una maestría en el Seminario de Santa María y en la Universidad de Baltimore.
El 24 de junio de 1995, Ruggieri fue ordenado sacerdote. En 2003 llegó a la parroquia de San Patricio, en la diócesis de Providence, y tiempo después ideó un sistema movil para entregar paquetes de comida. Comenzaron con una furgoneta pequeña. Ponían una mesa y servían los platos. Se producían enormes colas. Gracias a la generosidad de la North American Catholic Educational Programming Foundation (NACEPF), una entidad laica, consiguieron los fondos suficientes para adquirir un camión. Repartían 250 comidas los viernes y 250 perritos calientes las tardes de los domingos. Además, fundó una escuela de secundaria para que se pudieran escolarizar los hijos de las familias con pocos recursos.
Ha ocupado los siguientes cargos: vicario parroquial de San Mateo en Cranston (1995-1998), San Luis, Santa Ana y Nuestra Señora de las Victorias en Woonsocket (1998-2001) y Espíritu Santo en Central Falls (2001-2003); párroco de San Patricio en Providence (desde 2003); administrador de San Casimiro en Providence (2004-2011) y San Juan Bautista en Pawtucket (2005-2006); desde 2021, párroco de San Miguel en Providence.
Ruggieri ha defendido la santidad y dignidad de toda vida humana desde su nacimiento hasta su fin natural. Ha sido la voz de los que no tienen voz: del nasciturus, de los inmigrantes, los refugiados y los más pobres entre los pobres.
Durante sus veinte años como párroco, Ruggieri transformó la parroquia de San Patricio, que pasó de ser una parroquia en riesgo de clausurarse a convertirse en un vibrante punto de evangelización. Trabajó esforzadamente para crear oportunidades de formación espiritual a diversas comunidades del barrio: hispanos, anglo,... y cuadruplicando las colectas y duplicando el número de celebraciones litúrgicas que se realizan a diario.
El Papa Francisco le nombró obispo de la Diócesis de Portland el 13 de febrero de 2024.
El 7 de mayo de 2024 fue consagrado obispo y tomó posesión de la diócesis de Portland en la catedral de la Inmaculada Concepción. Presidió la ceremonia religiosa el cardenal Seán Patrick O'Malley en presencia del cardenal Christophe Pierre, nuncio apostólico en los Estados Unidos.

## Premios
- Previsión Visión Rev. Dr. Martín Luther King Jr. (2024).[2]